# ریبال دهامشه
ریبال دهامشه (انگلیسی: Reebal Dahamshi؛ زادهٔ ۸ ژوئن ۲۰۰۲) بازیکن فوتبال است.
وی همچنین در تیم ملی فوتبال فلسطین بازی کرده‌است.